# Eurville-Bienville
Eurville-Bienville é uma comuna francesa na região administrativa de Grande Leste, no departamento de Haute-Marne. Estende-se por uma área de 20,73 km². Em 2010 a comuna tinha 2 067 habitantes (densidade: 99,7 hab./km²).